# Okręg wyborczy Birmingham South
Okręg wyborczy Birmingham South powstał w 1885 r. i wysyłał do brytyjskiej Izby Gmin jednego deputowanego. Okręg obejmował południową część miasta Birmingham. Został zlikwidowany w 1918 r.

## Deputowani do brytyjskiej Izby Gmin z okręgu Birmingham South
- 1885–1904: Joseph Powell-Williams, Partia Liberalna, od 1886 r. Partia Liberalno-Unionistyczna
- 1904–1911: Charles Howard, wicehrabia Morpeth, Partia Liberalno-Unionistyczna
- 1911–1918: Leo Amery, Partia Liberalno-Unionistyczna, od 1912 r. Partia Konserwatywna